# Hiệu chuẩn

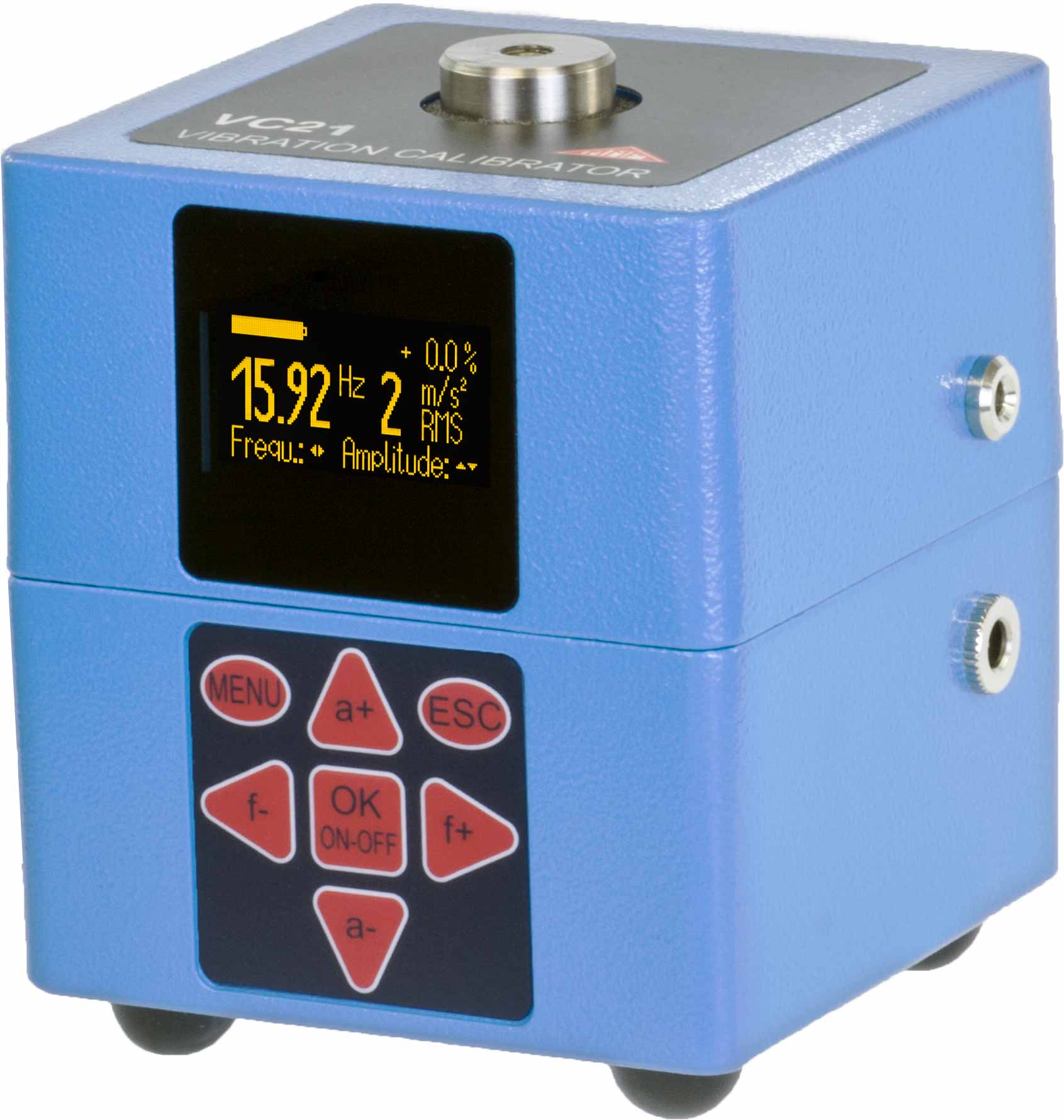
Bộ hiệu chuẩn rung cho dải tần số 16 - 1280 Hz

Trong kỹ thuật và công nghệ đo lường, hiệu chuẩn hay phân cỡ là việc so sánh các giá trị đo lường thu được từ một thiết bị cần kiểm chuẩn với các giá trị tiêu chuẩn hiệu chuẩn (standard hoặc etalon) có độ chính xác đã biết . Trị tiêu chuẩn như vậy có thể là từ thiết bị đo lường khác có độ chính xác đã biết với cấp chính xác bằng hoặc cao hơn thiết bị cần kiểm chuẩn.
Những thiết bị cần kiểm chuẩn trong thực tế là thiết bị tạo ra đại lượng cần đo như điện áp, âm thanh,... hoặc hiện vật vật lý như thước mét. Những thiết bị này, đến lượt mình có thể làm tiêu chuẩn để hiệu chuẩn thiết bị có cấp chính xác thấp hơn.
Hiệu chuẩn thực hiện xác định độ lệch thiết bị cần kiểm chuẩn với tiêu chuẩn hiệu chuẩn, và không có sự can thiệp làm thay đổi thiết bị cần kiểm chuẩn. Nếu sai lệch cao hơn mức cho phép, thì việc chỉnh sửa thiết bị cần kiểm chuẩn không thuộc chức năng của cơ sở hiệu chuẩn.
Tiêu chuẩn hiệu chuẩn thường có thể truy xuất nguồn gốc từ tiêu chuẩn quốc gia / quốc tế do cơ quan đo lường quốc gia tổ chức.